# لويس كينيونيس دي بينابنتي
لويس كينيونيس دي بينابنتي أو بينابنتي دي كينيونيس وفقًا للمصادر؛ ينتمي إلى كوينونيس دي بينابنتي. وُلد في مدينة طُليطلة في 20 مايو 1581. كان يُعرف بكاتب الفواصل التمثيلية في العصر الذهبي لإسبانيا. وتُوفي في مدريد في 25 أغسطس 1651.

## سيرته الذاتية
ولد وعاش في مدينة طُليطلة تقريبًا حتى عام 1617، أصبح رجل دين في سن مبكر جدًا في عام 1598، وعُين كاهن في عام 1612 ليستفيد من امتيازات الكنيسة التي أسسها بعض أفراد عائلته باسمه.
كان صديق لوبي دي بيجا، إلا أنه لم يشارك بشكل كبير في الحياة الثقافية في بيئته، على الرغم من أنه شارك في أكاديمية فوانساليدا في عام 1602 أو 1603، وفي مسابقة شعرية مخصصة للقديس إغناطيوس دي لويولا في عام 1609.
نُقِل إلى المحكمة في عام 1617، وشارك في الأكاديميات الإسبانية في العصر الذهبي الإسباني مثل بوين ريتيرو عامي 1637 و1638، السنوات التي بلغ فيها ذروة شهرته ككاتب مسرحيات قصيرة، أو في تلك الخاصة بالمحاسب الملكي أجوستين دي جالارثا، أو في الكنيسة المدريدية سانتا ماريا ماجدالينا، لأخوية القربان المقدس التي كتب لها عددًا كبيرًا من الأبيات الهزلية.
كان كاهنًا لدى دييجو كونتريراس في عام 1640، وقت انسحابه من المسرح. كما كان ملحنًا مبهجًا للرقصات والسيجوديلات خلال حكم الملك فليب الثالث، وبسبب ذلك، صُوّر بشكل كاريكاتيري بواسطة فرانثيسكو دي كيفيدو في كتابه الجحيم المعدل عام 1628، حيث يظهر كـ "شاعر المحتالين" وكان متهمًا بملء أفواه العاملات في غسل الملابس وحاملي البضائع بكل أنواع الألحان والأغاني التي لا تحمل أي معنى.
كتب وصيته في عام 1651، وفي نفس العام توفي.
أشاد به لوبي دي بيجا في كتابهلوريل دي أبولو، وخوان بيريث دي مونتالبان في كتابه بارا تودوس، وتيرسو دي مولينا في كتابه سيجارليس دي توليدو.

## أعماله
تميز تحديدًا في النوع المعروف بـ"الإنتريميسيس"، والذي كان النموذج الأبرز في ذلك الوقت. نال الرتب المقدسة وكان صديق فليكس لوبي دي بيجا، كان لديه موهبة كبيرة ساخرة ومهارات رفيعة في الملاحظة، والتي جعلته رائدًا للواقعية الأدبية في القرن التاسع عشر ، وكان أيضًا لديه حس فكاهي ملحوظ.
كان الأول في كتابة" الأنتريميسيس" في الشعر مع أجزاء غنائية، والتي انتشرت فيما بعد. ومع ذلك لا تتعدى شخصياته كونها أنواعًا اجتماعية، أمام الوصف الدقيق الذي تظهره الشخصيات التي أبدعها ثيربانتس.
في عام 1645، ظهرت للنور أول مجموعة من أعماله تحت عنوان "خوكوسيريا"، التي تشمل السخرية أو التوبيخ الأخلاقي والفوضى العامة والتي وافق عليها" بيليث دي جيبارا " وجمع فيها 48 قطعة. ومع ذلك يُقدّر أنه وصل إلى تأليف نحو تسعمائة مسرحية درامية قصيرة، تشمل أيضًا المدح وجاكاراس، والتي جمع إميليو كوتاريلو وموري 142 منها. يُفترض أن هناك المزيد لكن معظمها مفقودة أو تُنسب إلى مؤلف غير معروف.
كان كينيونيس واحدًا من الكُتّاب الأكثر اقتباسًا و تقليدًا في القرن السابع عشر، على سبيل المثال مسرحية "النظرة من السجن" التي كانت النموذج الذي اعتمدت عليه مسرحية "العمدة أرديتي"، والتي نُسبت إلى" فرانسيسكو دي روخاس ثورريا"، كما قُلدت شخصية "البوراتشو" من "دون خوليان دي كاسترو" في مسرحية "إل جاتو"، مسرحية" الأموات الأحياء" التي كانت فكرة رئيسية لفرنسيسكو برناردو دي كيروس في مسرحيته القصيرة التي تحمل نفس العنوان، وكانت مسرحية "إل ريميديادور" مصدر إلهام لرامون دي لا كروث في مسرحيته "إل أمبرينتو"، كانت" الماريونس" النموذج الأولي لمسرحية "الماريكونيس" لجيل لوبيث أرميستو وكاسترو، مسرحية لا إتشيثيرا مشابهة لمسرحية لوس بوتوس لخيرونيمو دي كانثير وبيلاسكو.